# Fuga para o Egito

A Fuga para o Egito.
Por Fra Angelico, no Museo di San Marco, em Florença

A Fuga para o Egito é um evento descrito no Evangelho de Mateus (Mateus 2:13–23) no qual José foge para o Egito com sua esposa Maria e seu filho recém-nascido Jesus, após a Adoração dos Magos, quando eles ficaram sabendo que o rei Herodes planeja matar todos os recém-nascidos da região. O episódio é um tema frequente na arte cristã e é considerado o episódio final da Natividade. Além disso, é componente frequente nos ciclos artísticos da Vida da Virgem e também da Vida de Cristo. Há um título para Maria derivado do episódio, denominado Nossa Senhora do Desterro. Na tradição popular, esse título é invocado em viagens e migrações, bem como para proteção aos viajantes.

## A fuga

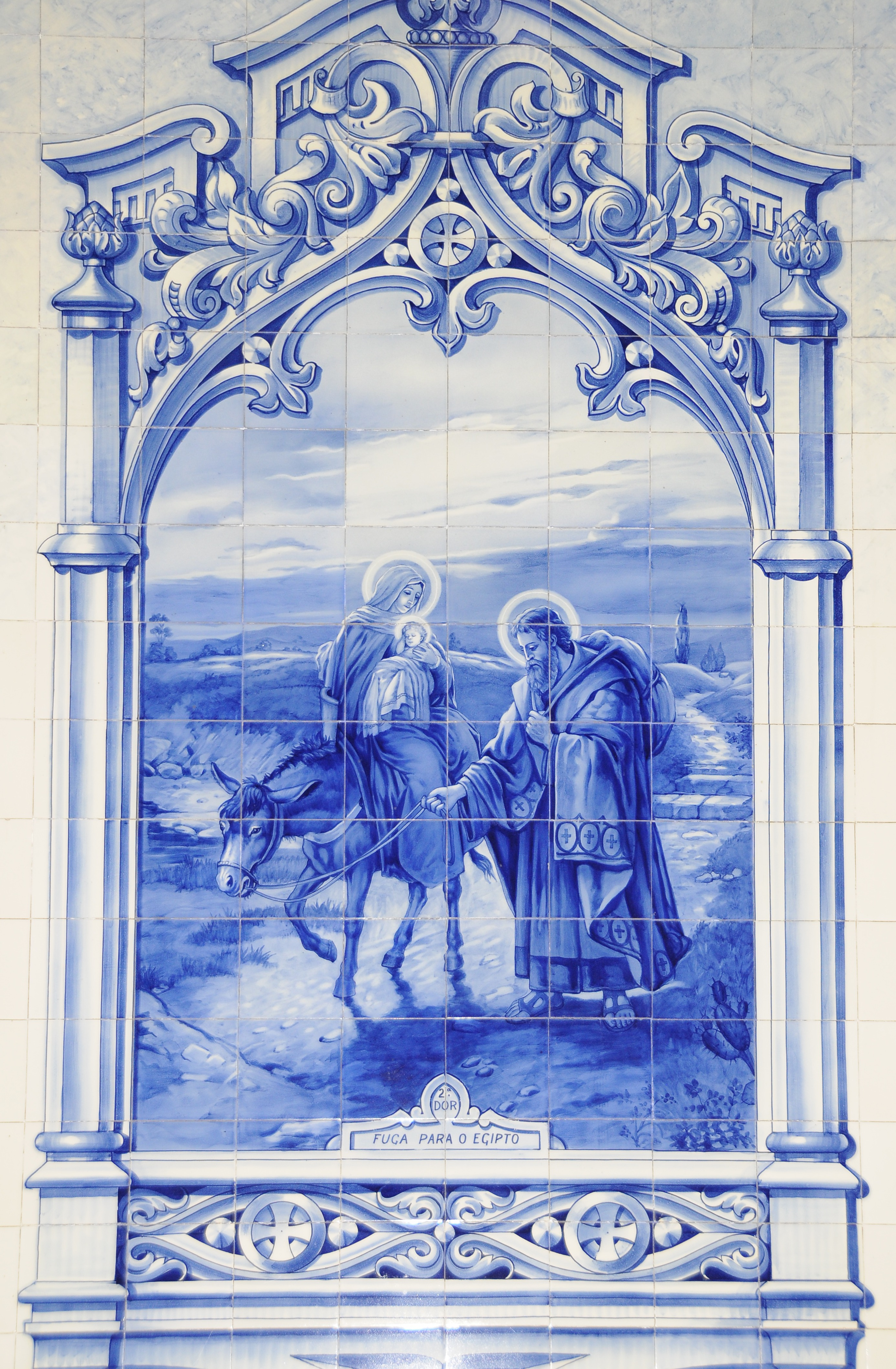
A Fuga para o Egito.
Azulejos na Igreja de Trofa, em Portugal

Quando os Magos estavam procurando por Jesus, eles foram primeiro até Jerusalém, para ver Herodes, o Grande e perguntar-lhe onde encontrar o recém-nascido "Rei dos Judeus". O rei então ficou temeroso de que a criança um dia lhe tomaria o trono e planejou matá-la e iniciou o episódio conhecido como Massacre dos Inocentes. Porém, um anjo apareceu para José e ordenou que ele tomasse Jesus e Maria os levasse para o Egito.
O Egito era o lugar ideal para o refúgio, pois estava fora do domínio do rei Herodes, mas ainda dentro dos territórios do Império Romano, o que tornava a viagem muito mais fácil e segura. 

### Retorno do Egito
José e sua família retornaram do Egito após, segundo o texto, seus inimigos terem morrido. Acredita-se que Herodes tenha morrido por volta de 4 a.C. e, apesar de Mateus não mencionar como, o historiador judeu Flávio Josefo relata com detalhes a sua horrenda morte.
O lugar para onde eles retornaram é identificada como sendo "Israel", o único ponto em todo o Novo Testamento onde esta palavra faz a função de um topônimo para toda a região da Judeia e da Galileia, ao invés de se referir ao povo judeu em geral. É, porém, para a Judeia que eles inicialmente retornaram, mas, ao descobrirem que Arquelau havia se tornado o rei da região, eles fugiram para a Galileia. Historicamente, Arquelau se mostrou um rei tão violento e agressivo que no ano 6 d.C. ele foi deposto pelos romanos para atender os pedidos da população da região. A Galileia era governada por um rei muito mais tranquilo, Herodes Antipas, e há evidências históricas de que a região era um refúgio tradicional para os que se sentiam perseguidos por Arquelau.

## Relatos fora da Bíblia

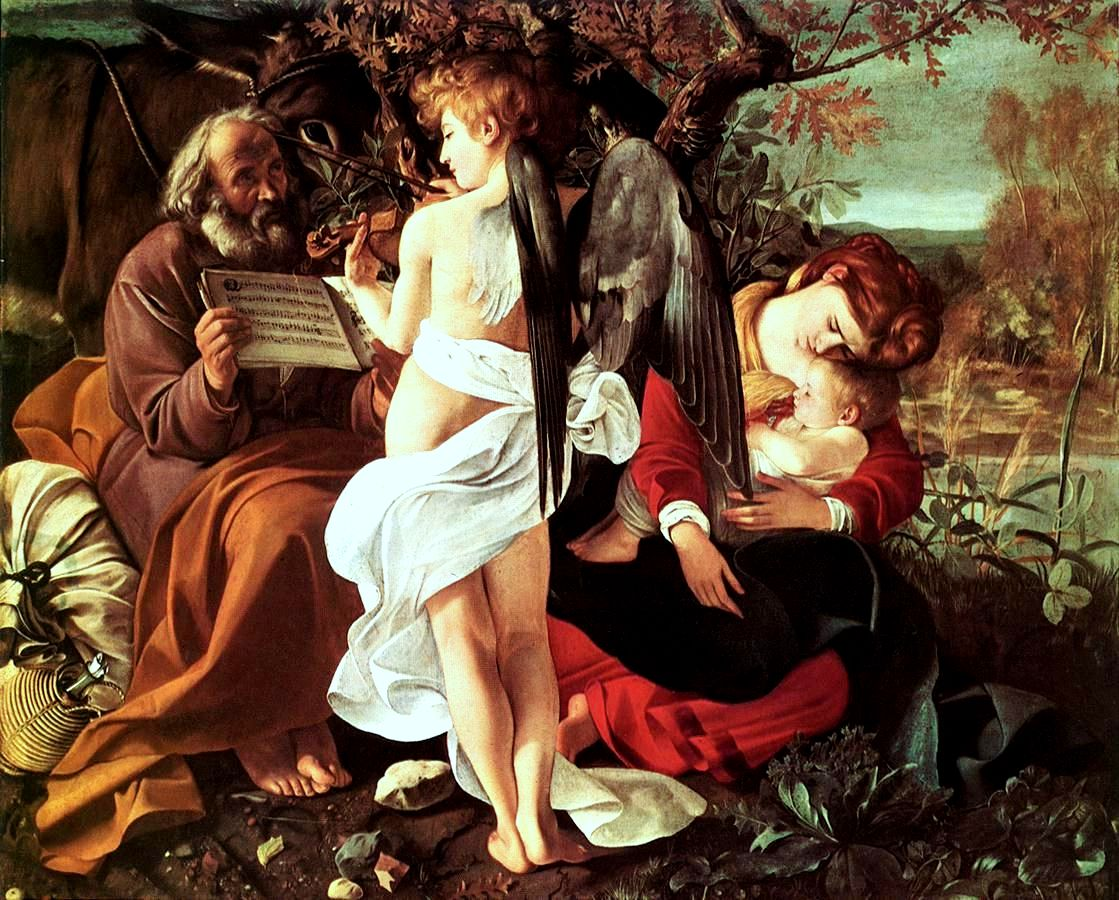
A Sagrada Família descansando durante a viagem.
Por Caravaggio, na Galleria Doria Pamphilj, em Roma

O relato de Mateus é a única referência a este evento na Bíblia, embora existam diversas tradições sobre ele relatadas nos apócrifos do Novo Testamento. Estas obras posteriores contém diversas histórias milagrosas que teriam acontecido durante a viagem, como palmeiras se curvando perante o Menino Jesus, os animais do deserto vindo lhe fazer romaria e o encontro com os dois ladrões que seriam depois crucificados ao lado de Jesus. Nestes contos posteriores, a sagrada família levou consigo Salomé como babá de Jesus. Mateus dá poucos detalhes sobre o período que eles ficaram no Egito, mas há também diversos contos preenchendo esta lacuna nos apócrifos. Estas histórias sobre o período no Egito são especialmente importantes para a Igreja Copta, que é baseada em Alexandria, no Egito.
Por todo o Egito há diversas igrejas e templos que supostamente marcam os locais onde a família teria estado. O mais importante deles é a Igreja de São Sérgio e São Baco (chamada de Abu Serghis), no Cairo, que marca o local onde a família teria supostamente feito a sua moradia.

## Historicidade
Robert Funk, do Jesus Seminar, sugeriu que os relatos de Lucas e Mateus sobre a infância de Jesus são fabricações. Um tema particularmente importante para Mateus era aproximar a figura de Jesus à de Moisés para o público judeu e a fuga para o Egito serve idealmente a este propósito. Alguns céticos interpretam a passagem como uma justificação de como Jesus poderia ter crescido em Nazaré, uma pequena cidade da Galileia, mesmo tendo nascido em Belém, que era uma cidade de grande importância religiosa ligada ao Rei Davi.

## Tradições cristãs associadas ao evento
Uma tradição local francesa afirma que Santo Afrodísio, um santo egípcio que é venerado como o primeiro bispo de Béziers, foi quem abrigou a Sagrada Família quando eles estavam no Egito. Tradicionalmente, a família teria ainda visitado diversos locais no Egito, como Farama, Tel Basta, Uádi Natrum, Samanoud, Bilbais, Samalout, Maadi, Mataria e Asiut, entre outros.. É também pela tradição que se acredita que a família teria visitado Cairo Copta e morado no local onde hoje está a Igreja de São Sérgio e São Baco (Abu Serghis) e também no local onde está Igreja da Santa Virgem (Babylon El-Darag).

## Na arte

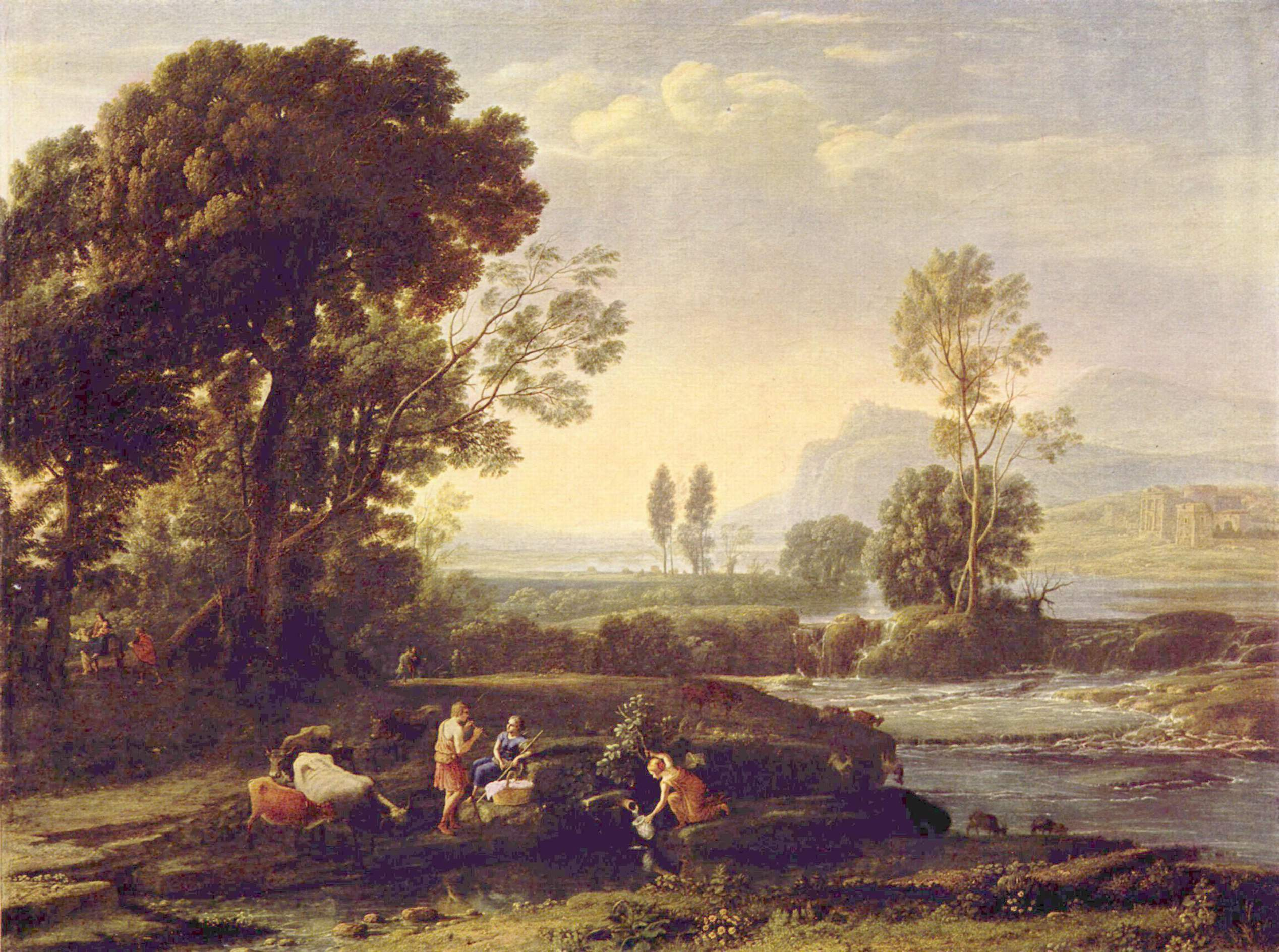
Pintura de paisagem representando a fuga.
Por Claude Lorrain, na Gemäldegalerie Alte Meister, de Dresda, Alemanha

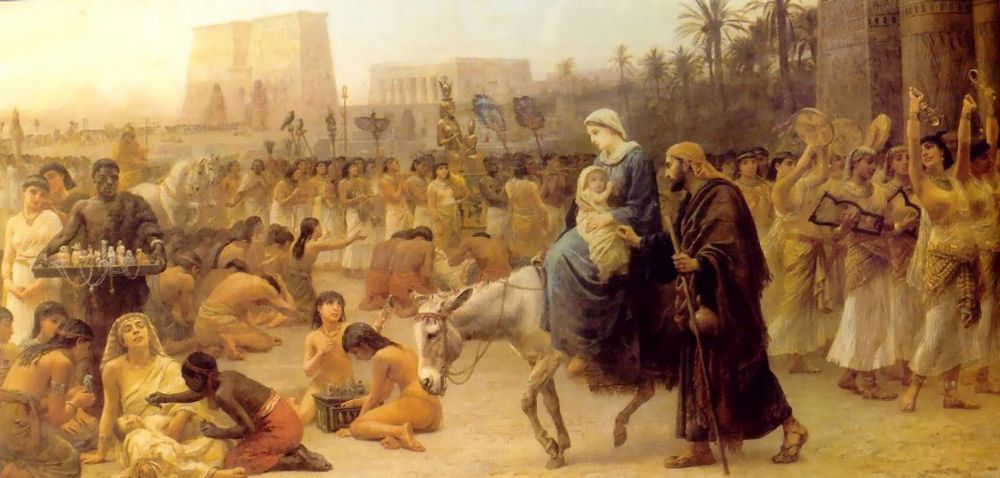
Obra orientalista representando a fuga.
Por Edwin Longsden Long, na Gemäldegalerie Alte Meister, de Dresda, Alemanha

Nos Países Baixos, do século XV em diante, se tornou muito mais comum representar o tema não-bíblico da Sagrada Família descansando durante a viagem (o Descanso na Fuga para o Egito), geralmente acompanhada por anjos e, nas imagens mais antigas, um garoto mais velho, que pode representar Tiago, irmão de Jesus, interpretado como sendo o filho de José de um casamento anterior (vide Irmãos de Jesus). A cena geralmente representa a Sagrada Família, em fuga para o Egito, buscando refúgio ao ser alertada de que Herodes, o Grande, pretendia assassinar o Menino Jesus. De acordo com a lenda, José e Maria interromperam sua fuga em um bosque e Jesus ordenou às árvores que se curvassem, assim José poderia apanhar frutos para eles, e em seguida ordenou que uma fonte de água jorrasse das raízes para que seus pais pudessem saciar a sede. Esta história básica adquiriu muitos detalhes extras durante os séculos.
O cenário para estas representações geralmente (até o Concílio de Trento dificultar essas "interpretações" das Escrituras) incluem diversos milagres das histórias apócrifas. No Milagre do Trigo, os soldados em perseguição interrogam os camponeses enquanto a família estava passando. Os camponeses afirmam, verdadeiramente, que estavam apenas semeando o trigo na ocasião, quando ele milagrosamente brota e cresce. No Milagre do Ídolo, uma estátua pagã cai de seu pedestal quando o Menino Jesus passa por ela e uma fonte brota no deserto (originalmente histórias separadas, elas são geralmente representadas juntas na arte). Em outras lendas, mais raramente representadas, um bando de ladrões desiste de roubar os viajantes e palmeiras se curvam para que a família pegue seus frutos e este último é também representado no Alcorão. Há duas histórias diferentes sobre a queda da estátua, uma relacionada à chegada da família à cidade egípcia de Sotina e outra que geralmente ocorre no caminho. Por vezes, ambas são representadas na mesma obra.
Durante o século XVI, conforme o interesse em pintura de paisagens creceu, o tema se tornou popular, geralmente com os personagens pequenos numa grande paisagem, particularmente entre os pintores alemães românticos e, posteriormente (século XIX) entre os pintores orientalistas. Peculiarmente, o artista Gianbattista Tiepolo, do século XVIII, produziu uma série de rascunhos com 24 cenas mostrando diferentes visões da viagem da família.
Um outro tema que ocorre após a a chegada no Egito é o encontro do Menino Jesus com seu primo, João Batista, que, de acordo com a lenda, fora resgatado de Belém antes do massacre pelo Arcanjo Uriel e se juntara à Sagrada Família no Egito. Este encontro das duas crianças foi pintado por muitos artistas durante o período renascentista, após ter se popularizado pelas mãos de Leonardo da Vinci e Rafael Sanzio em obras como a Virgem das Rochas.
Duas peças do ciclo medieval Ordo Rachelis contém um relato da Fuga para o Egito e a que está no Livre de Jeux de Fleury contém a única representação dramática do evento.

### Galeria

Fuga para o Egito
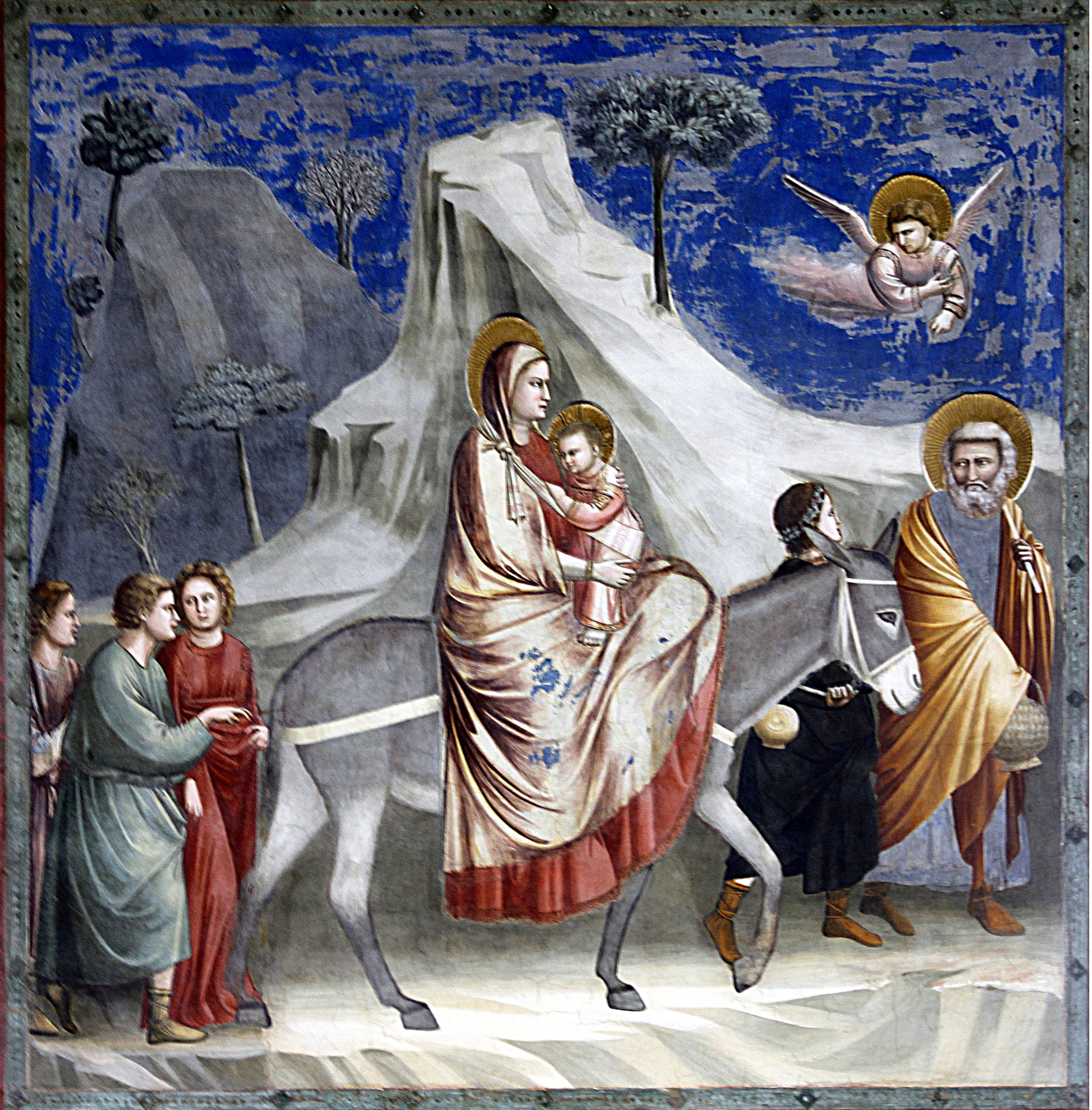
Fuga para o Egito, de Giotto, na Capela Scrovegni em Pádua.
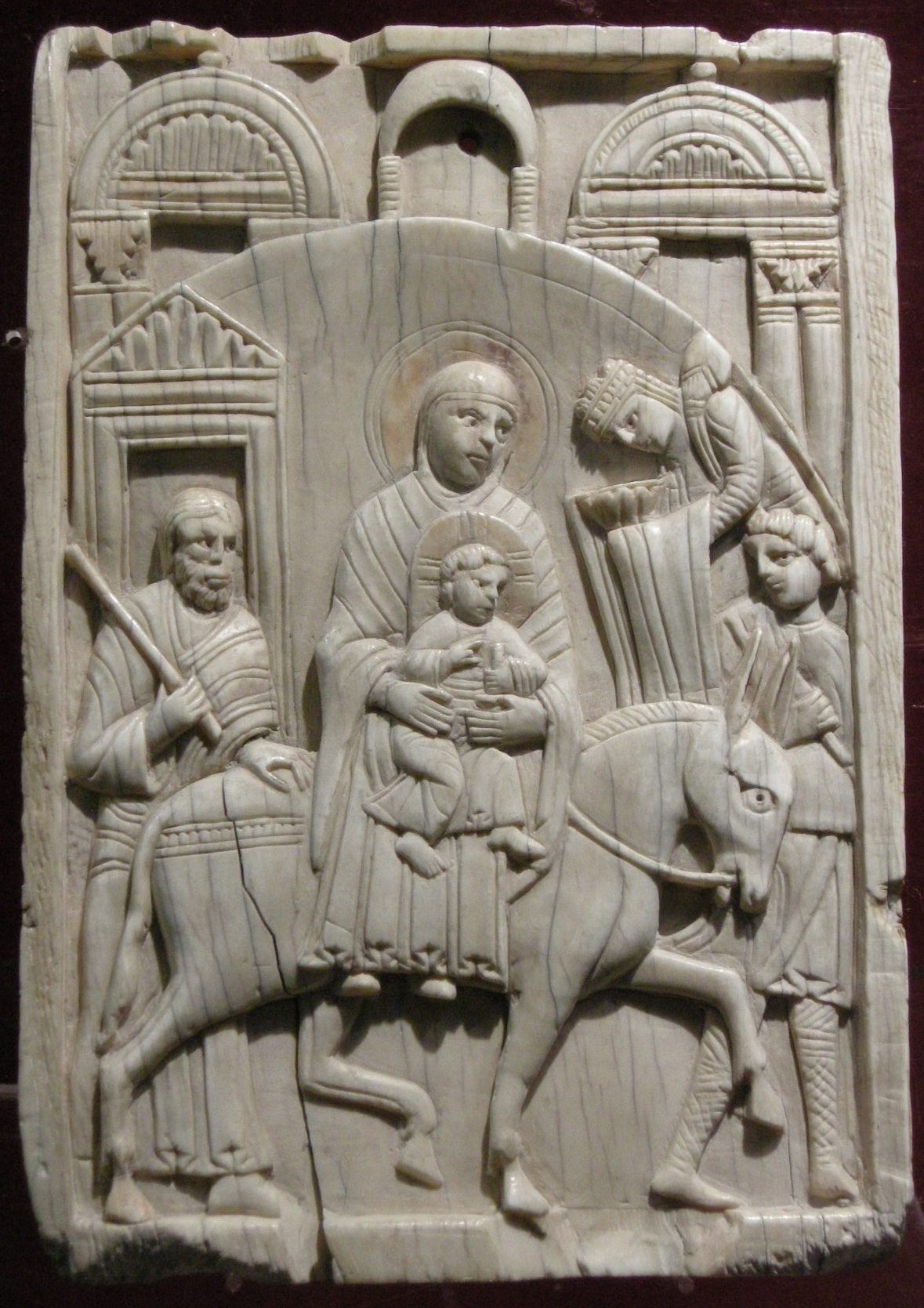
Obra do século XI em marfim. No Museo Civico Medievale de Bolonha, na Itália.
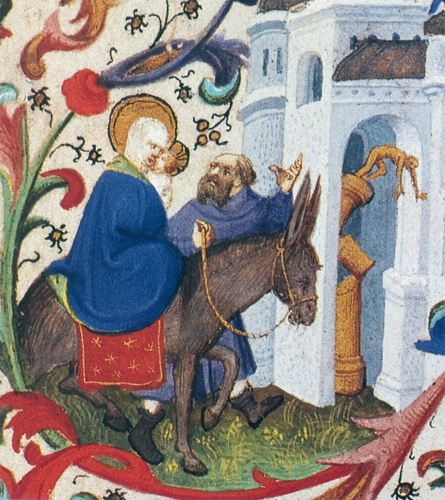
Iluminura da lenda apócrifa da queda da estátua pagã durante a fuga. Pelo chamado Mestre de Bedford.
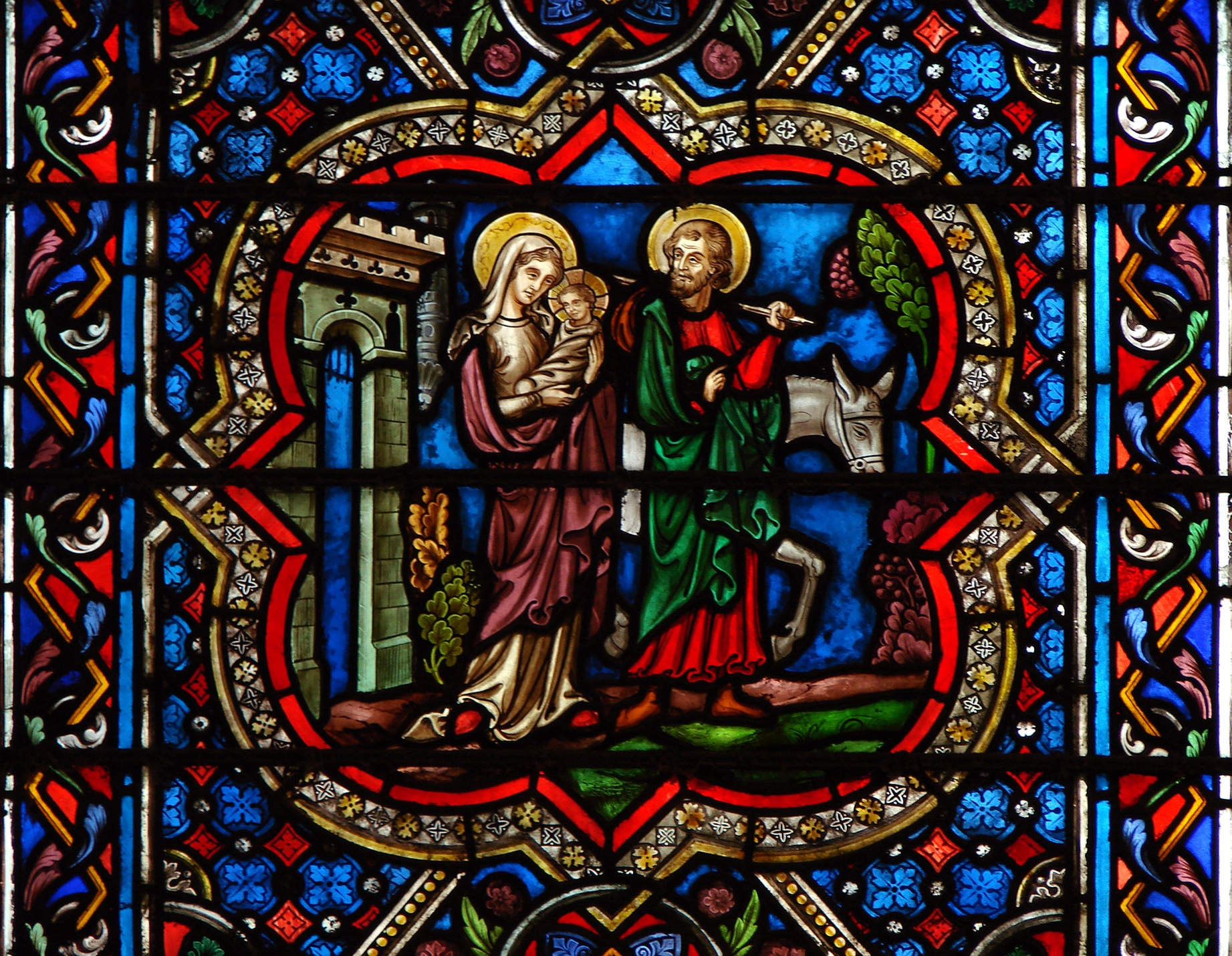
Vitral na Catedral de Notre-Dame em Paris.
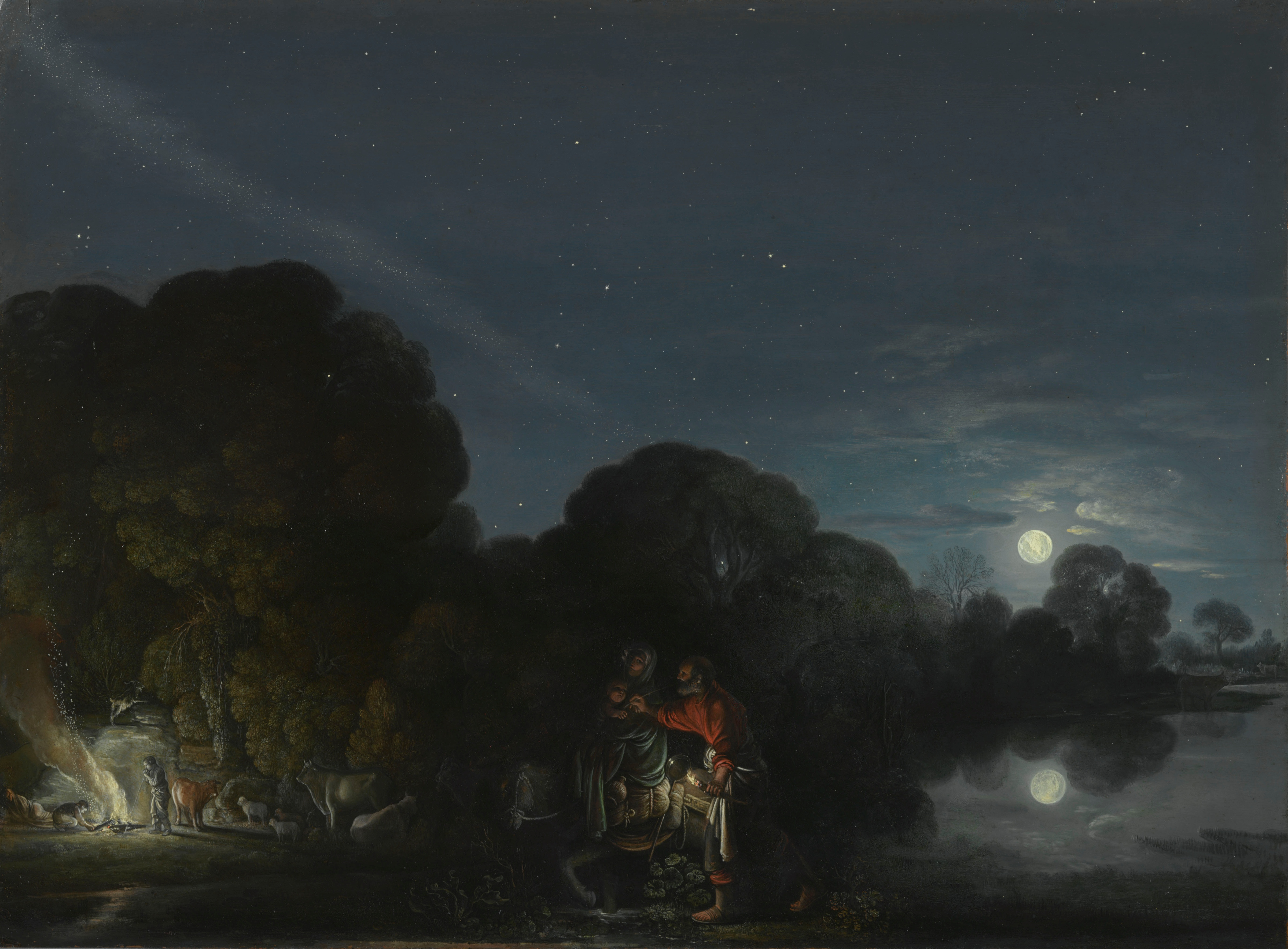
Cena noturna. Por Adam Elsheimer, na Stara Pinakoteka de Munique.
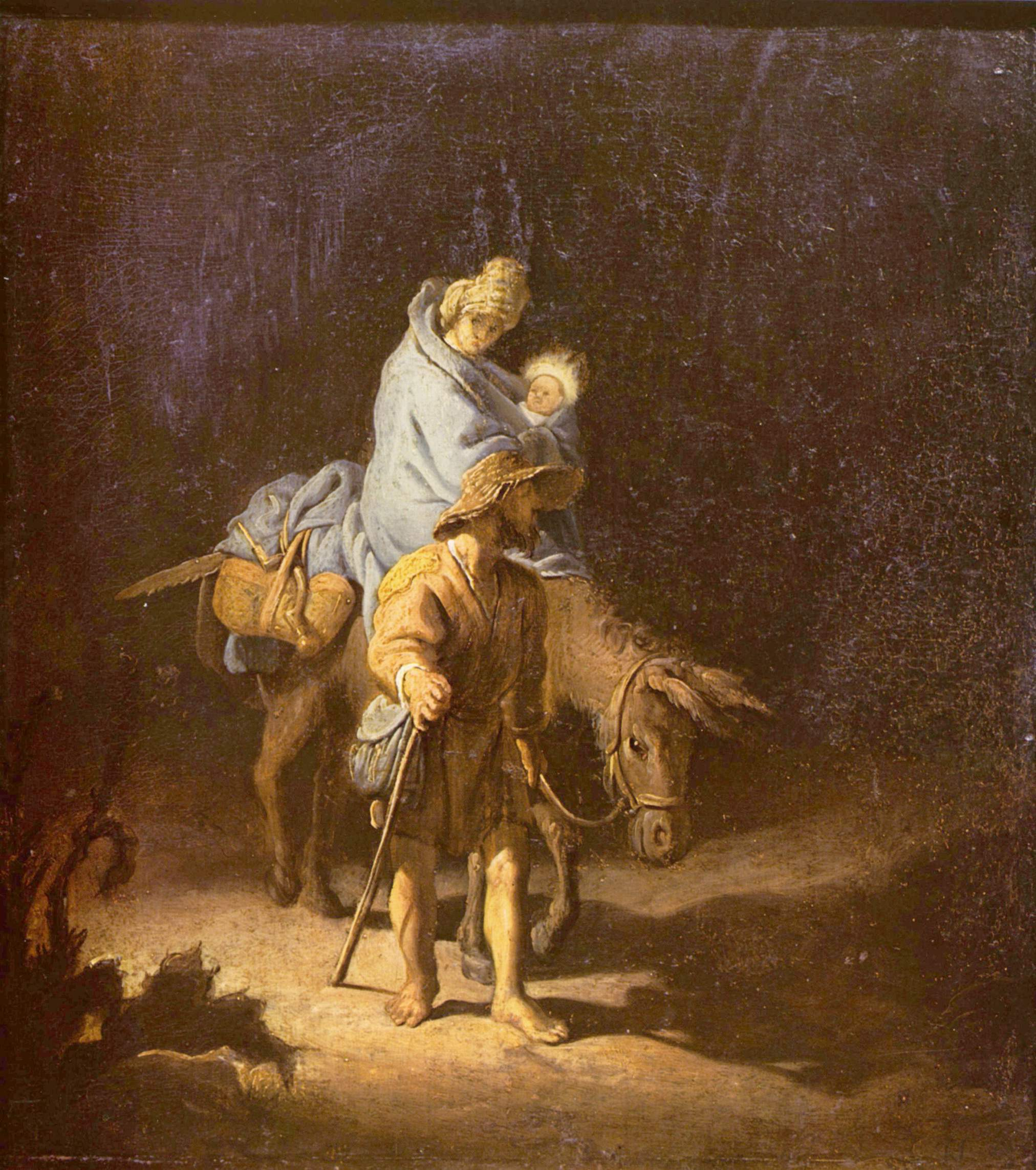
Por Rembrandt, no Musée des Beaux-Arts de Tours, na França.
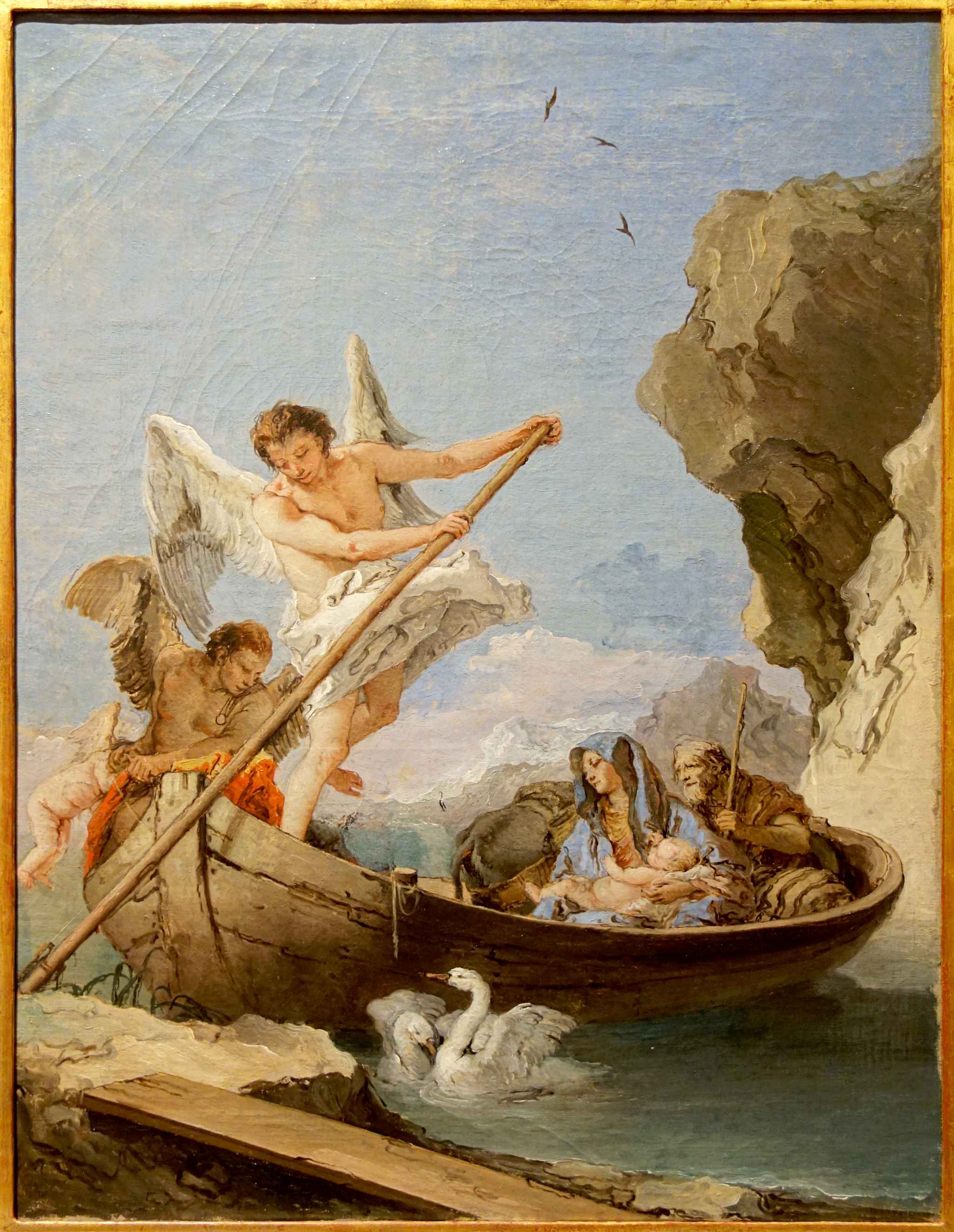
Fuga numa gôndola. Por Tiepolo, no Museu Nacional de Arte Antiga, em Portugal.
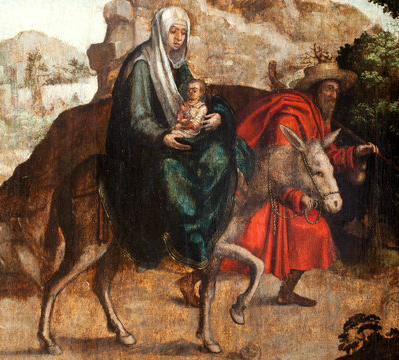
Por um seguidor de Grão Vasco, na Igreja Matriz de Freixo de Espada à Cinta, em Portugal.
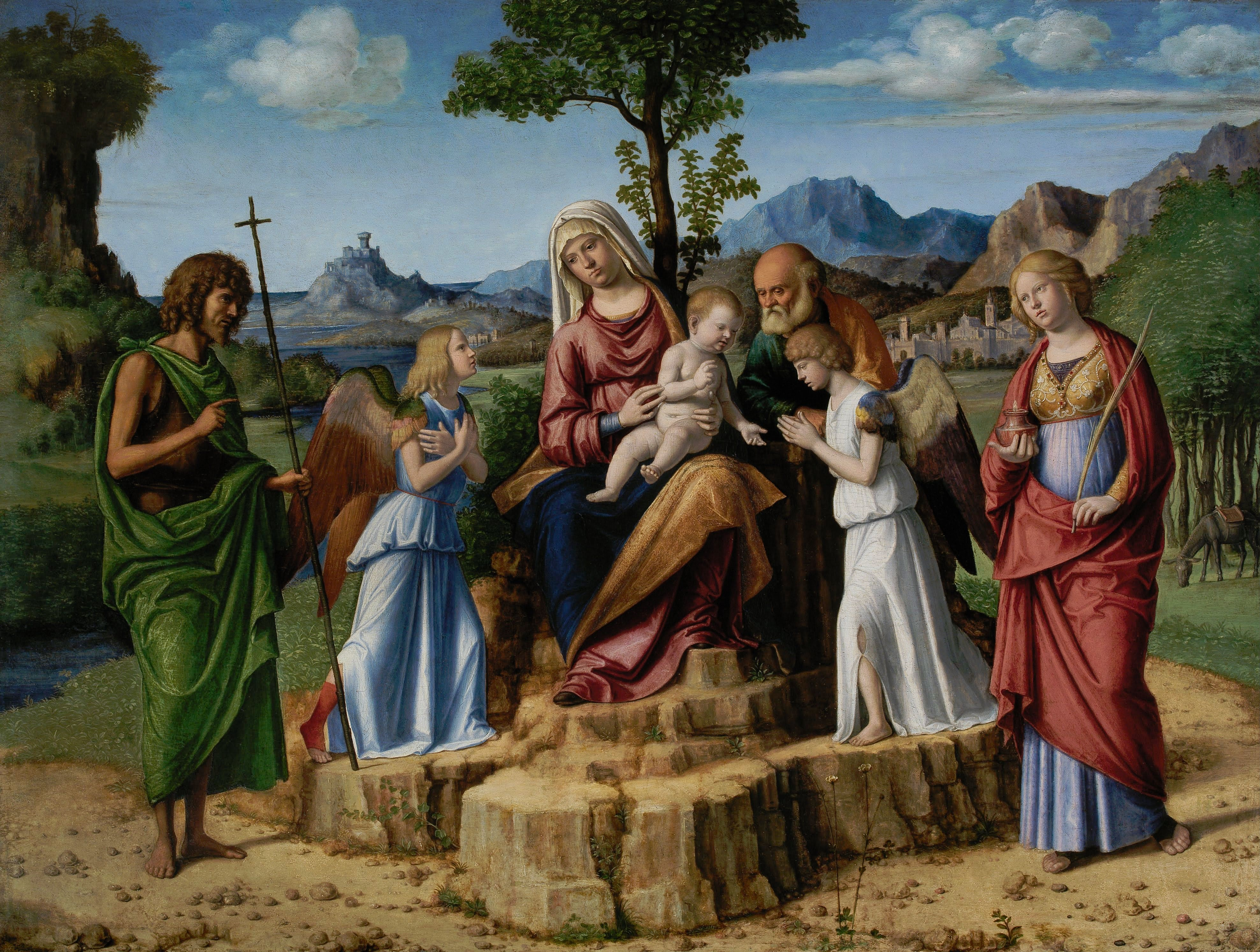
Descanso na fuga para o Egito. Por Cima da Conegliano, no Museu Calouste Gulbenkian, em Portugal.